# Drospirenona
Drospirenona (DCI), também conhecida como 1,2-dihidrospirorenona, é uma progestina sintética, esteroidal com   propriedades antimineralocorticoides e fracamente antiandrógenas, que é usada como um contraceptivo hormonal.
É vendida sob as marcas Yasmin®, Yasminelle®, Iumi®, Yaz®, Beyaz®, Ocella®, Zarah® e Angeliq®, sendo todas elas combinações da drospirenona com um estrógeno tal como o etinilestradiol.

## Uso médico
A drospirenona é um dos componentes de algumas pílulas anticoncepcionais, bem como na terapia de reposição hormonal. Em combinação com o etinilestradiol, é empregada não só na contracepção, mas também no tratamento de acne e do chamado transtorno disfórico pré-menstrual (TDPM), definido como uma forma mais grave da TPM. Em combinação com o estradiol, tem sido usada no tratamento de sintomas da menopausa e de transtornos premenstruais disfóricos.

## Efeitos colaterais e riscos para a saúde

### Tromboembolismo venoso  e embolia pulmonar
Um estudo de coorte conduzido ao longo de 15 anos, por pesquisadores da Universidade de Copenhague,  investigou os riscos de trombose e infarto do miocárdio entre  mulheres usuárias de pílulas de nova geração. Durante um estudo de coorte, um grupo de pessoas com características ou experiências similares é seguido por um longo período de tempo, para analisar os fatores de risco. Foram incluídas nesse estudo  1.626.158 mulheres com idades entre 15 e 49 anos, sem histórico de doença cardíaca ou câncer. Os resultados foram publicados em 14 de junho de 2012 no New England Journal of Medicine (NEJM). O estudo concluiu que ã terceira e quarta gerações de contraceptivos, incluindo Yaz® e  Yasmin®, foram associadas a tromboembolismo venoso (em termos simplificados, um trombo venoso ou seja, um coágulo de sangue formado em uma veia provoca uma trombose venosa profunda, que evolui para uma embolia pulmonar). Algumas dessas mulheres tomavam contraceptivos hormonais contendo algum tipo de progestinas, tal como noretindrona, levonorgestrel, norgestimato, desogestrel, gestodeno, drospirenona ou todos eles.
Embora os riscos absolutos de trombose e infarto do miocárdio para essas pessoas fossem baixos, dosagens mais altas aumentavam esses riscos. Com uma dose de 20 microgramas de progestina, o fator de risco foi aumentado de  0,9 para 1,7. Mas quando a dose de etinilestradiol passava de 30 para 40 microgramas, o fator de risco se elevava de  1.3 para 2.3. Houve pouca diferença quanto ao risco, para diferentes tipos de progestina.
Os pesquisadores estimam que entre 10.000 mulheres que usam desogestrel com etinilestradiol a uma dose de 20 microgramas durante um ano, 2 terão trombose arterial e 6,8 mulheres terão trombose venosa. Embora a trombose venosa seja três a quatro vezes mais frequente do que a trombose arterial entre as mulheres jovens, esta última está associada a mais alta mortalidade e mais sérias consequências para os sobreviventes.

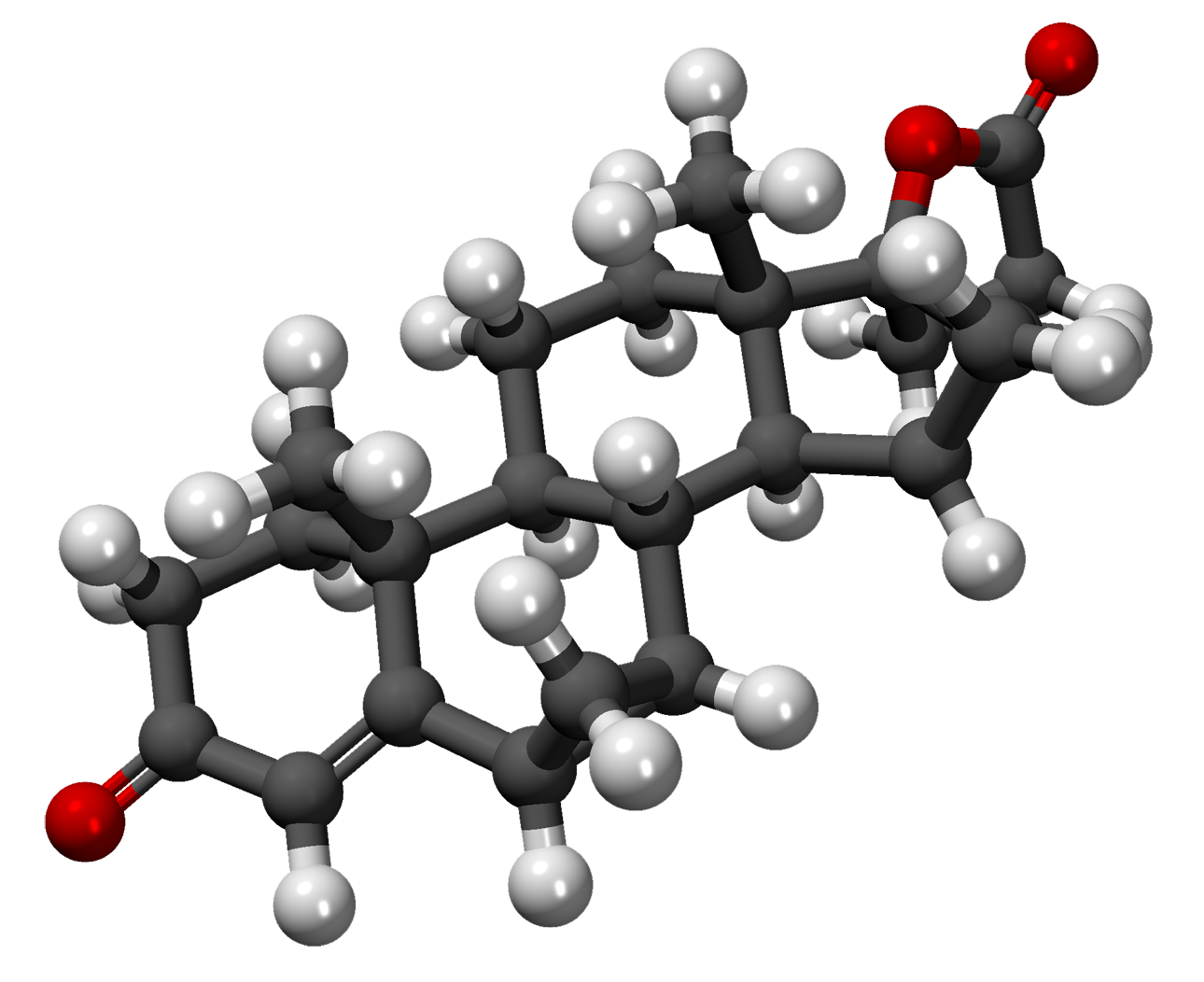
Molécula de drospirenona em 3D.

Os pesquisadores também testemunharam em processos envolvendo  contraceptivos orais e tromboembolismo venoso.
Mulheres que tomam pílulas anticoncepcionais contendo drospirenona têm um risco seis a sete vezes maior de desenvolver  tromboembolismo ou tromboembolia (trombose e embolia), em comparação com aquelas que não tomam qualquer tipo de pílula anticoncepcional, e duas vezes maior do que as mulheres que tomam  pílulas contendo levonorgestrel.
Milhares de pessoas já moveram processos contra a Bayer, fabricante de Yasmin®, Yasminelle® e  Yaz®,  em razão dos efeitos secundários dessas pílulas - efeitos que incluem sequelas da tromboembolia, tais como danos cerebrais irreversíveis, paralisia, cegueira, e até mesmo a morte do paciente.
No Brasil, em outubro de 2011, após a divulgação do estudo da Universidade de Copenhagen  pelo British Medical Journal (BMJ) e pela Agência Reguladora de Alimentos e Medicamentos dos Estados Unidos (FDA), a Agência Nacional de Vigilância Sanitária (Anvisa) emitiu um alerta em relação ao aumento do risco de tromboembolismo venoso (TEV) e embolia pulmonar em mulheres que usam contraceptivos orais combinados (COCs) com o hormônio drospirenona, incluindo  Yasmin® e Yaz®, contraceptivos muito populares entre as brasileiras.
Em abril de 2012 a FDA informou que contraceptivos contendo drospirenona podem estar associados a mais alto risco de tromboembolia.
A drospirenona pode também causar hipercaliemia em pacientes de alto risco. 3mg de drospirenona equivalem a uma dose de 25 mg de espironolactona. O anticoncepcional Yasmin®, por exemplo, contém 3 mg de drospirenona e 0,03 mg de
etinilestradiol.